# Piadena
Piadena est une commune italienne de la province de Crémone, dans la région Lombardie.

## Administration
| Période                                  | Période | Identité | Étiquette | Qualité |
| ---------------------------------------- | ------- | -------- | --------- | ------- |
|                                          |         |          |           |         |
| Les données manquantes sont à compléter. |         |          |           |         |

### Hameaux
S.Lorenzo Guazzone, S.Paolo Ripa Oglio

### Communes limitrophes
Calvatone, Canneto sull'Oglio, Casteldidone, Drizzona, Rivarolo Mantovano, San Giovanni in Croce, Solarolo Rainerio, Tornata, Voltido